# Isabella Pizzi
Isabella Pizzi (San Giovanni in Fiore, 30 luglio 1833 – San Giovanni in Fiore, 23 febbraio 1873) è stata una mistica italiana che dedicò interamente la sua vita alla preghiera, venerata come Serva di Dio.

## Biografia

### La vita
Isabella Pizzi nacque a San Giovanni in Fiore (CS) il 30 luglio 1833 da Domenico Pizzi ed Orsola Scigliano (figlia di Giantommaso, discendente da una casata piccolo-borghese) e fu la settima di 12 figli.
Sin dall’infanzia Isabella si mostrò fortemente devota sia a Gesù Sacramentato, che spesso pregava anche per chiedere che i sacerdoti fossero esempio per i fedeli e le comunità, che alla Vergine Maria; aveva inoltre consacrato tutti i mesi degli anni ai Santi, verso i quali mostrava grande devozione e riconoscimento per il loro esempio di vita e di virtù.
Durante la sua vita ebbe nove visioni della Santissima Trinità, in una delle quali il Padre gli confidò che la sua missione era quella di essere sposa del Divin Figlio.
Dopo sei mesi dalla visione, Isabella venne coronata di una corona di spine che le causò una continua effusione di sangue.
Secondo i testimoni Isabella emanava una gradevole e profumata fragranza.

### Morte

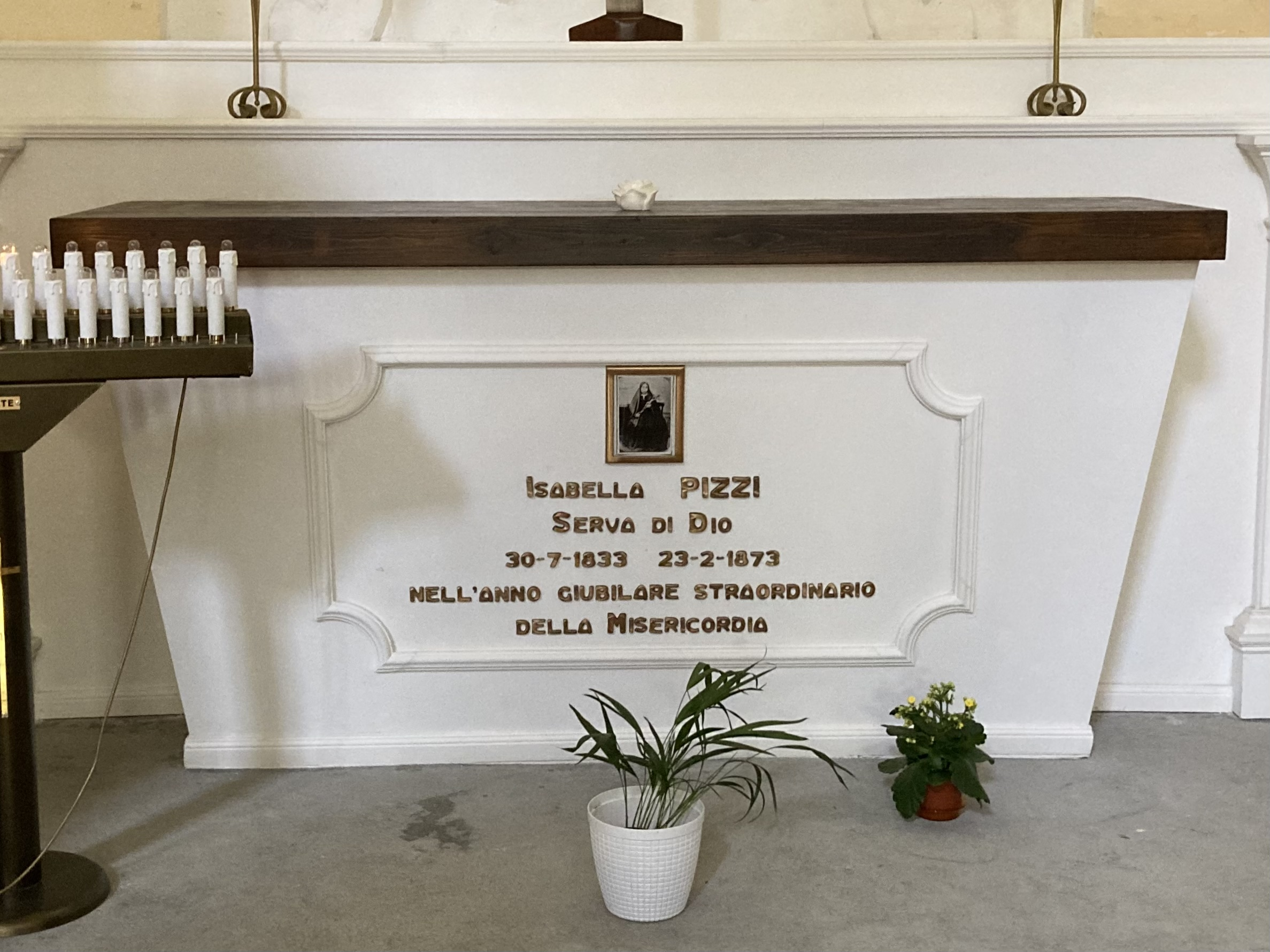
Il sepolcro di Isabella Pizzi

Dopo essersi ammalata di bronchite, Isabella spirò a soli 39 anni alle 4:20 del mattino di domenica 23 febbraio 1873, dopo aver ricevuto l’unzione degli infermi ed i vari sacramenti alla presenza del parroco e del confessore; le ultime parole che pronunciò, riferendosi al signore, furono: “Oh Amore mio!”.

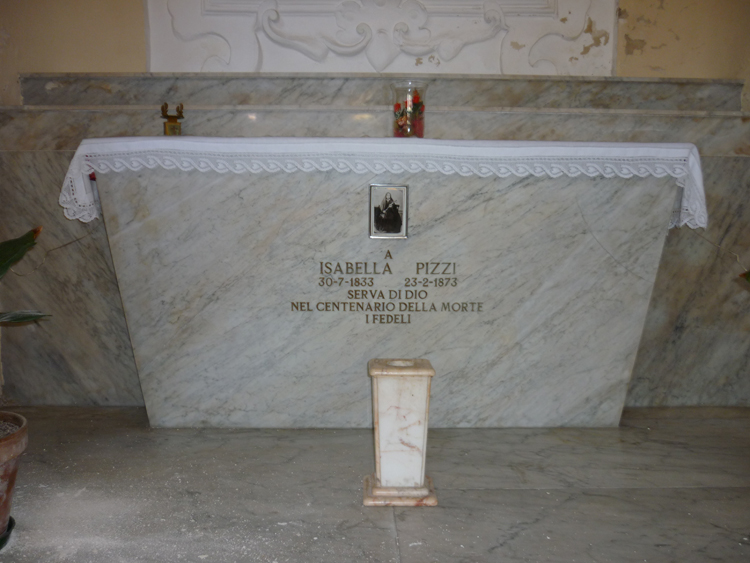
Il sepolcro di Isabella Pizzi come si presentava prima dei restauri in occasione del Giubileo straordinario della misericordia del 2015

È attualmente sepolta nella chiesa Madre di Santa Maria delle Grazie a San Giovanni in Fiore.